# Alchemik: Sekrety nieśmiertelnego Nicholasa Flamela
Alchemik (ang. The Alchemyst. The Secrets of the Immortal Nicholas Flamel) – pierwsza z sześciu powieści fantasy irlandzkiego pisarza Michaela Scotta z serii Sekrety nieśmiertelnego Nicholasa Flamela, wydana w Polsce w 2008. Kontynuacją jest powieść Mag.

## Fabuła
Sophie i Josh Newmanowie pracują w San Francisco, kiedy tajemniczy John Dee zjawia się i kradnie z księgarni Księgę Maga Abrahama (Kodeks). Bliźnięta są świadkami bardzo dziwnego wydarzenia - właściciele księgarni, Nick i Perry Fleming za pomocą magicznych zdolności walczą z przybyszem (który również używa magicznych mocy). Niestety Perry zostaje porwana przez Dee. Właściciel księgarni wyjawia bliźniętom, że naprawdę nazywa się Nicholas Flamel i jest średniowiecznym alchemikiem, a jego żona - Perrenel Flamel jest bardzo potężną czarodziejką.
Są nieśmiertelni dzięki eliksirowi, na który przepis znajduje się w skradzionym Kodeksie. Jednak teraz, kiedy mężczyzna go nie ma, został mu niespełna miesiąc na odzyskanie przepisu inaczej wraz z żoną przestaną istnieć. Josh i Sophie zostali wciągnięci w tę historię - teraz muszą powstrzymać doktora Johna Dee przed przywołaniem Mrocznego Klanu. Jednak czy to przypadek, że bliźnięta znalazły się w tym miejscu o tym czasie?